# بهمن (فیلم ۱۹۵۱)
«بهمن» (انگلیسی: Avalanche (1951 film)) یک فیلم است که در سال ۱۹۵۱ منتشر شد.